# Carbon Creek
Carbon Creek is de tweede aflevering van het tweede seizoen van Star Trek: Enterprise en gaat over een aantal gestrande Vulcans op Aarde in de 20e eeuw.

## Verloop van de aflevering
Jonathan Archer, T'Pol en Trip Tucker vieren op een informele manier dat T'Pol een jaar op de USS Enterprise NX-01 dient. Eerst beweert T'Pol dat haar prestatie niet speciaal is, en dat een viering ervan zeker niet nodig is, maar Archer spreekt haar tegen, omdat een Vulcan nog nooit zo lang op een schip van Starfleet had gediend. Dan zegt Archer dat hij, tijdens het bekijken van de jaarlijkse evaluatie van de bemanning heeft gezien dat T'Pol ooit naar het stadje Carbon Creek was gegaan. Ze zegt dat ze er om persoonlijke redenen heen was gegaan, in feite om de plaats te bezoeken waar het eerste contact tussen mensen en Vulcans plaats had gevonden. Als Tucker zich afvraagt waarom ze dan naar díe plaats ging, zegt ze dat het eerste contact niet in Montana was zoals algemeen bekend, maar een eeuw eerder in Carbon Creek.
T'Pol begint dan met het vertellen van een verhaal. Vier Vulcaanse wetenschappers bestudeerden de lancering van de Sputnik, maar er ging iets mis met hun ruimteschip, waardoor ze een noodlanding moesten maken. Een van de wetenschappers was de overgrootmoeder van T'Pol. De drie personen die de crash overleefden probeerden bij hun beschadigde schip te blijven en te overleven, maar uiteindelijk konden ze dit niet volhouden, en trokken naar het dorpje Carbon Creek in de buurt. Ze proberen zich volledig te mengen in de plaatselijke bevolking, zodat niet op zou vallen dat ze eigenlijk geen mensen zijn. Ze nemen beroepen, doen andere kleding aan en kijken zelfs televisie.
T'Mir, een van de wetenschappers, denkt dat de Aarde niet lang zal overleven, als ze atoomproeven op de televisie ziet. Uiteindelijk raken ze verknocht aan de inwoners van het dorpje. Ze redden een aantal mijnwerkers nadat er een explosie had plaatsgevonden en zorgen ervoor dat Jack, een jonge, leergierige persoon, kan gaan leren door zijn studie te financieren in het geheim. T'Mir besluit namelijk naar een patentbureau te gaan en ze kennis te laten maken met Velcro. Hiermee verdient ze veel geld, dat ze anoniem aan de moeder van Jack geven.
Als na verloop van tijd een bericht komt van de Vulcans, en ze gered worden, besluit Mestral niet mee te gaan. Hij beweert van mensen te houden, en wil blijven. Hij voelde zich ook aangetrokken tot een mens.
Weer terug op de Enterprise in 2152 weten Archer en Tucker niet wat ze moeten zeggen, omdat deze informatie hun ideeën van de geschiedenis omvergooien. T'Pol zegt dat de gebeurtenis goed is gedocumenteerd bij de Vulcans, maar vermeld wel dat ze alleen een verhaal moest vertellen. Als ze weer in haar hut is, pakt T'Pol een ouder portemonnee, die lijkt op die van haar overgrootmoeder van uit het verhaal.

## Citaten
"T'Mir was your great-grandmother? I'd be the last person to question your math, but... aren't you missing a few generations? Sputnik was 200 years ago."

"Don't forget how long Vulcans live."

"Rig-ght...(Trip turns to face T'Pol)Just how old are you? (he turns to face Archer) It's gotta be in her record..."

"Trip - that's classified information."
- "T'Mir was je overgrootmoeder? Ik ben de laatste die je wiskunde betwijfelt, maar... mis je niet een paar generaties? Sputnik was 200 jaar geleden."
- "Vergeet niet hoelang Vulcans leven."
- "aha... (Trip kijkt naar T'Pol) Hoe oud ben je dan? (Hij kijkt naar Archer) Dat moet in haar bestand te vinden zijn..."
- "Trip, dat is geheime informatie."

- Tucker en Archer, pratend over de leeftijd van T'Pol
"Currency?"

"Yes. The paper appears to have value."

"What can I get you?"

"Do you have anything that doesn't require currency?"
- "Een betaalmiddel?"
- "Ja. Het papiertje lijkt waarde te hebben."
- "Wat kan ik jullie geven?"
- "Heeft u iets waarvoor geen betaling nodig is?"

- T'Mir en Mestral, nadat ze voor het eerst een mens ontmoeten
"The game is based on simple geometry. It wouldn't challenge a Vulcan child."
- Het spel is gebaseerd op simpele geometrie. Het zou zelfs geen uitdaging zijn voor een Vulcaans kind."

- Mestral, als hij naar een potje poolen kijkt
"You sit for hours each day in front of this idiotic device..."

"I'm doing research."
- "Je ziet iedere dag uren voor dit idiote apparaat..."
- "Ik ben onderzoek aan het doen."

- T'Mir en Mestral, wanneer die televisie kijkt

## Achtergrondinformatie
- Slechts een klein deel van de acteurs kwam voor in de afleveringen. Er werd geen gebruik gemaakt van de personages Reed, Phlox, Sato en Mayweather.
- Dit is een van de weinige afleveringen waar een Vulcan wordt gezien terwijl die alcohol drinkt.
- Deze aflevering bewijst dat Vulcans kunnen liegen; iets waarvan ze beweren dat ze dat nooit doen.

## Acteurs

### Hoofdrollen
- Scott Bakula als kapitein Jonathan Archer
- John Billingsley als dokter Phlox
- Jolene Blalock als overste T'Pol

### Gastrollen
- Ann Cusack als Maggie
- J. Paul Boehmer als Mestral
- Hank Harris als Jack
- Michael Krawic als Stron
- David Selburg als de kapitein van het Vulcaanse onderzoeksschip

### Bijrollen
- Clay Wilcox als Billy
- Ron Marasco als Tellus
- Paul Hayes als een zakenman

### Bijrollen die niet zijn vermeld in de aftiteling
- Doug Wax als een treinpassagier
- onbekenden als:
  - twee treinpassagiers
  - een Vulcan-officier